# Csarnoktemplom

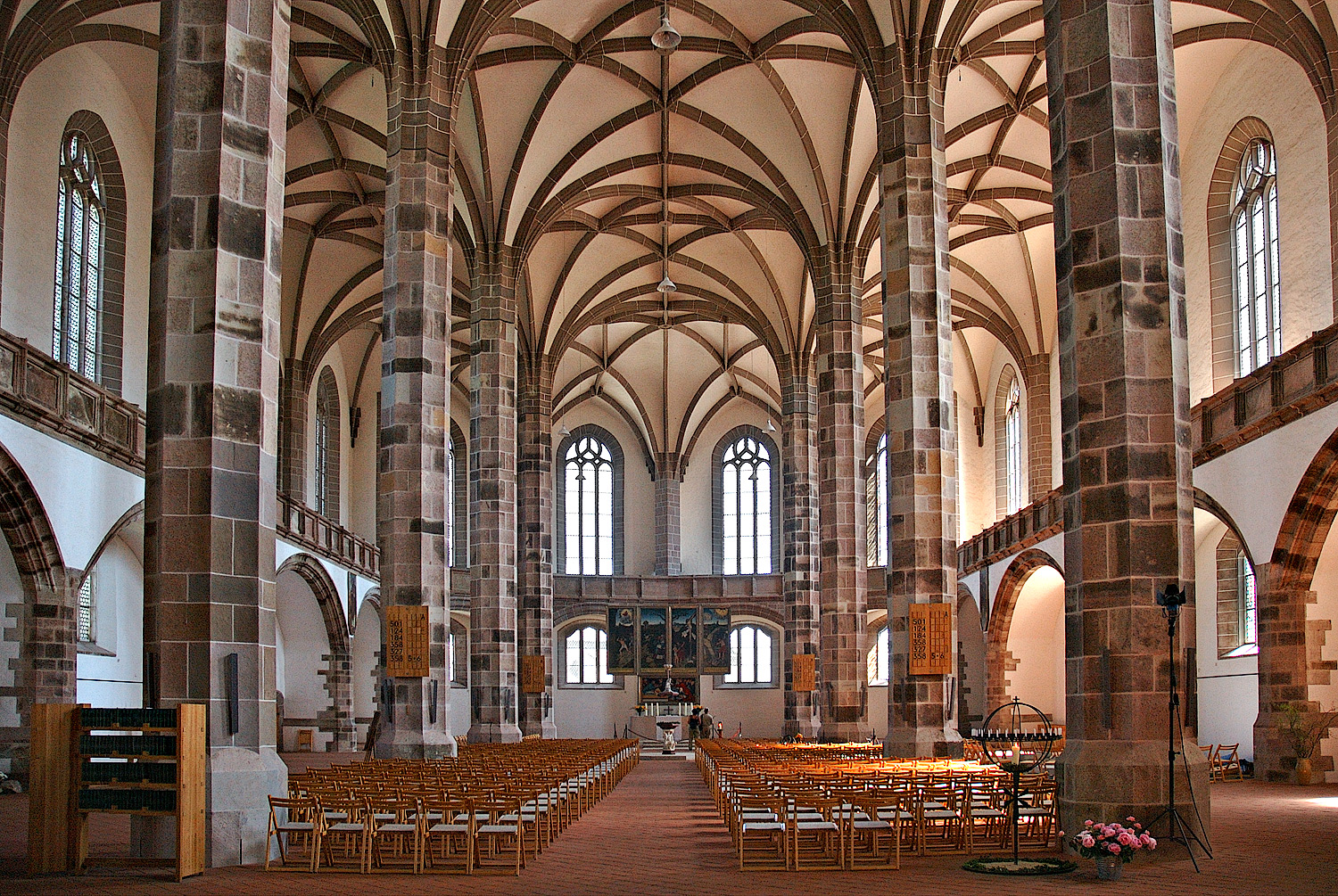
Csarnoktemplom belseje Schneebergben

A csarnoktemplom olyan templom, melynek mellékhajói ugyanakkora magasak, mint a főhajó, így nem nevezhető bazilikális rendszerűnek. A középkori, főleg a gótikus építészet alkalmazta. A 12. századi lombard építészetben és a német gótikában volt különösen gyakori. A késő gótikában a kóruskörüljárós szentélyek felépítése alkalmazkodott a hosszház csarnokelrendezéséhez.